# Franziska Hennes
Franziska Hennes, née le 21 avril 1992 à Hombourg, est une joueuse de squash représentant l'Allemagne. Elle atteint en mai 2014 la 105e place mondiale sur le circuit international, son meilleur classement. Elle est championne d'Allemagne à quatre reprises.

## Biographie
Elle commence le squash à Hombourg à l'âge de huit ans. Préalablement, elle jouait au football dans une équipe féminine mais sa mère l'emmène à la salle de squash. Dès le premier jour, elle est enthousiaste à l'égard de ce sport. Elle devient championne d'Allemagne des moins de 15 ans. En tant que sportive de haut niveau, elle est désormais en poste à Cologne avec la Bundeswehr. N'appréciant pas les conditions d'entraînement, elle s'installe à Paderborn pour s'entraîner au centre d'entraînement de squash allemand, Paderboner Squash Club.
Entre 2013 et 2017, Franziska Hennes est trois fois championne d'Allemagne en simple mais elle ne participe pas aux tournois du classement mondial n'ayant pas le temps, ni les moyens financiers. Outre le sport, Hennes suit une formation de designer média.

## Palmarès

### Titres
- Championnats d'Allemagne : 4 titres (2013, 2014, 2017-2018)